# Idioporus affinis
Idioporus affinis är en stekelart som beskrevs av Lasalle och Andrew Polaszek 1997. Idioporus affinis ingår i släktet Idioporus och familjen puppglanssteklar.
Artens utbredningsområde är:
- Costa Rica.
- El Salvador.
- Guatemala.

Inga underarter finns listade i Catalogue of Life.